# ФК «Динамо» Москва в сезоне 1955
Сезон 1955 года — 33-й в истории футбольного клуба «Динамо» Москва.
В этом сезоне команда приняла участие в чемпионате и кубке СССР, а также сыграла в семи международных матчах.

## Общая характеристика выступления команды в сезоне

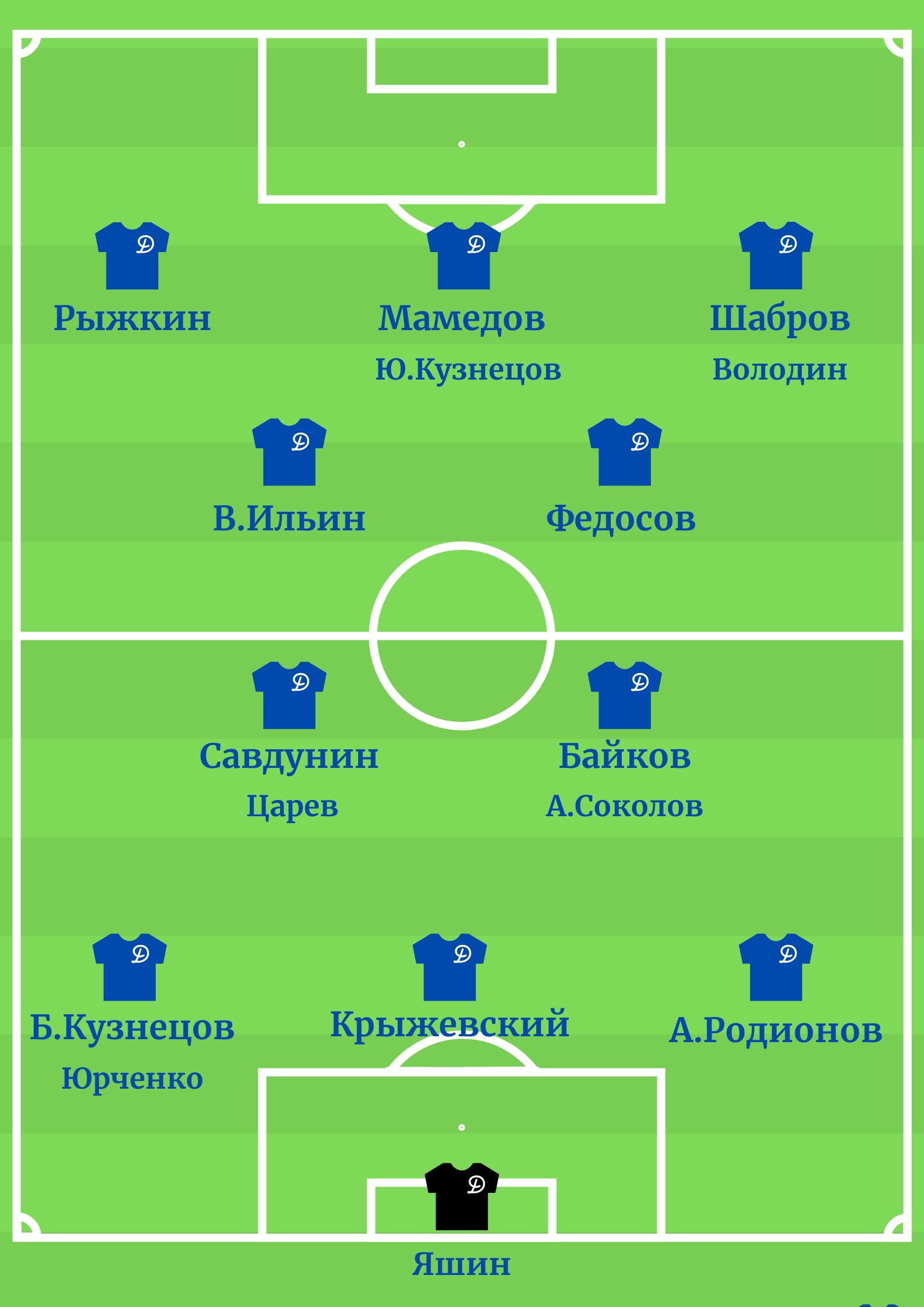

В этом сезоне динамовский коллектив продолжил свою победную поступь под руководством тренера Михаила Иосифовича Якушина. Динамовцы демонстрировали выверенную сбалансированную игру, в которой сочетания игроков и их взаимодействие были отработаны до автоматизма. По сравнению с прошедшим сезоном, команда получила только точечные усиления «на перспективу» в лице ударного нападающего Юрия Кузнецова, полузащитников Виктора Царёва и вновь заигравшего в основном составе Александра Соколова; в ряде матчей результативную игру показал и ещё один новобранец Юрий Володин, пришедший из «Зенита».
Динамовцы лидировали с первого тура и в первых десяти играх лишь трижды сыграли вничью. Однако очковое преимущество над преследователями не было значительным — буквально «ноздря в ноздрю» шел, как и в годы недавнего противостояния, ЦДСА, также без поражений продвигались и торпедовцы. Только основной конкурент «Спартак», потерпевший к тому времени уже три поражения, заметно отстал. Тем неожиданнее оказался разгром, который учинили «красно-белые» в очном противостоянии на традиционно несчастливом для динамовцев экваторе чемпионата (1:4). Лишь синхронные поражения армейцев и торпедовцев позволили «бело-голубым» сохранить лидерство по итогам первого круга.
Зато с начала второго круга динамовцы одержали шесть побед подряд; особенно впечатляющими стали два последних матча этой серии в Киеве и Тбилиси — 4:1 и 6:2. В преддверии двух домашних игр с аутсайдерами минским «Спартаком» и «Зенитом» динамовцы имели, казалось, все шансы выиграть титул досрочно, однако, видимо, сказались напряжение подготовки и проведения международных игр в это время — взяв в этих двух играх лишь одно очко, «Динамо» вновь сделало вопрос о чемпионе открытым. В следующем туре команда сумела собраться и в отличном стиле победить ЦДСА — одного из основных конкурентов  (4:0)  — и даже случившееся после поездки в Италию второе в сезоне поражение от «Спартака» все равно оставляло судьбу динамовцев в их руках — уверенно победив в последнем матче сезона на выезде «Шахтер» (3:0), «Динамо» в седьмой раз первенствовало в чемпионате.
Уверенно команда продвигалась и в кубковом турнире. Взяв реванш в полуфинале у «Спартака» за два поражения в чемпионате (4:1), динамовцы в финале встречались с ЦДКА. Здесь, проигрывая при равной игре 1:2, в самом конце первого тайма команда осталась в меньшинстве, когда арбитр матча, легендарный Николай Латышев, удалил не менее легендарного Льва Яшина за грубость по отношению к форварду армейцев Владимиру Агапову, весь первый тайм навязывавшему Яшину жесткие, на грани фола, единоборства и, к тому же, сумевшему дважды преуспеть во взятии ворот. Замены в том сезоне регламентом не предусматривались, и на второй тайм в ворота был отправлен полузащитник Евгений Байков. Ему удалось, к удивлению и удовольствию почти всех зрителей, сохранить ворота сухими, но и динамовцы вдесятером изменить счёт не смогли — 1:2.
Уже традиционно «Динамо» провело значительное число международных встреч самого высокого уровня с грандами мирового футбола. Проиграв дома «Милану» во главе с легендарным Гуннаром Нордалем 2:4, «Динамо», впервые играя на «Сан-Сиро» в присутствии 100 тысяч зрителей, сумело взять убедительный реванш 4:1 благодаря «покеру» Алекпера Мамедова. Два упорных матча с «Вулверхэмптон Уондерерс» знаменитого Билли Райта завершились паритетом (3:2, 1:2). Динамовцы также минимально уступили в гостях «Фиорентине», будущему чемпиону Италии этого сезона (здесь Лев Яшин открыл свою традицию по отражению пенальти в международных матчах) и также в гостях обыграли «Сандерленд».

## Команда

### Состав
| Игрок                 | Дата рождения    | Сезон в «Динамо» | Бывший клуб              |
| Вратари               | Вратари          | Вратари          | Вратари                  |
| --------------------- | ---------------- | ---------------- | ------------------------ |
| Лев Яшин              | 22 октября 1929  | 4                | «Динамо» Москва (дубль)  |
| Владимир Беляев       | 15 сентября 1933 | 3                | «Динамо» Сталинград      |
| Защитники             |                  |                  |                          |
| Анатолий Родионов     | 10 мая 1925      | 3                | МВО                      |
| Константин Крыжевский | 20 февраля 1926  | 3                | МВО                      |
| Борис Кузнецов        | 14 июля 1928     | 3                | МВО                      |
| Андрей Юрченко        | 29 июня 1926     | 2                | «Динамо» Ленинград       |
| Полузащитники         |                  |                  |                          |
| Евгений Байков        | 29 июля 1929     | 4                | «Динамо» Владимир        |
| Владимир Савдунин     | 10 мая 1924      | 11               | «Локомотив» Куйбышев     |
| Виктор Царёв          | 2 июня 1931      | 2                | МВО                      |
| Александр Соколов     | 26 февраля 1930  | 6                | «Крылья Советов» Сетунь  |
| Нападающие            |                  |                  |                          |
| Владимир Шабров       | 15 марта 1930    | 4                | «Крылья Советов» Тушино  |
| Генрих Федосов        | 6 декабря 1932   | 2                | «Звезда» Пермь           |
| Алекпер Мамедов       | 9 мая 1930       | 3                | «Нефтяник» Баку          |
| Владимир Ильин        | 15 января 1928   | 10               | «Локомотив» Харьков      |
| Владимир Рыжкин       | 29 декабря 1930  | 3                | МВО                      |
| Юрий Кузнецов         | 2 августа 1931   | 1                | «Нефтяник» Баку          |
| Юрий Володин          | 5 января 1930    | 1                | «Зенит» Ленинград        |
| Адамас Голодец        | 23 августа 1933  | 1                | «Динамо» Москва (дубль)  |
| Дмитрий Шаповалов     | 19 марта 1935    | 1                | «Крылья Советов» Воронеж |

### Изменения в составе
| Поз | Игрок             | Прежний клуб             |
| --- | ----------------- | ------------------------ |
| Н   | Юрий Кузнецов     | «Нефтяник» Баку          |
| Н   | Юрий Володин      | «Зенит» Ленинград        |
| Н   | Адамас Голодец    | «Динамо» Москва (дубль)  |
| Н   | Дмитрий Шаповалов | «Крылья Советов» Воронеж |

| Поз | Игрок               | Новый клуб                |
| --- | ------------------- | ------------------------- |
| З   | Иван Осусский       | «Спартак» Станислав       |
| З   | Владилен Голубев    | «Спартак» Минск           |
| П   | Иван Моргунов       | «Нефтяник» Баку           |
| П   | Алексей Водягин     | «Крылья Советов» Куйбышев |
| Н   | Геннадий Бондаренко | «Зенит» Ленинград         |
| Н   | Сергей Сальников    | «Спартак» Москва          |
| Н   | Константин Бесков   | завершил карьеру          |

## Официальные матчи

### Чемпионат
Число участников — 12. Система розыгрыша — «круговая» в два круга. Чемпион — «Динамо» Москва.
| 10 апр Ч 1 (367) | «Динамо» Москва           | 4:1     | «Локомотив» Москва | Баку                                                              |
| | - Мамедов 56′ 60′ 62′ 84′ | (отчёт) | - 48′ Ю.Коротков   | Стадион: Республиканский Зрителей: 4000 Судья: Ю.Григорьев (Баку) |
| «Динамо» Москва: Яшин - Родионов, Крыжевский , Б.Кузнецов - Байков, Савдунин - Шабров, Федосов, Мамедов, Ильин, Рыжкин «Локомотив» Москва: Кублицкий - Рогов, Г.Забелин , Климачев - В.Артемьев, Ларин - Горянский, Бубукин, Апухтин, Ю.Коротков, Ю.Ковалев |                           |         |                    |                                                                   |

| 17 апр Ч 2 (368) | «Динамо» Москва                                                    | 6:0     | «Крылья Советов» Куйбышев | Куйбышев                                                    |
| | - Федосов 8′ 28′ 58′ - Ширяев 53′ (авт.) - Ильин 75′ - Володин 80′ | (отчёт) |                           | Стадион: «Динамо» Зрителей: 25 000 Судья: Л.Саркисов (Сочи) |
| «Динамо» Москва: Яшин - Родионов, Крыжевский , Б.Кузнецов - Байков, Савдунин - Володин, Федосов, Мамедов, Ильин, Рыжкин «Крылья Советов» Куйбышев: Мигалев (46' В.Корнилов) - Г.Макаров, И.Гаврилов, Ширяев - Карпов, Кирш - Вас.Васильев, Ворошилов , Коплус, Гулевский, Ф.Новиков |                                                                    |         |                           |                                                             |

| 24 апр Ч 3 (369) | «Динамо» Москва | 1:1     | «Спартак» Минск | Минск                                                         |
| | - Федосов 71′   | (отчёт) | - 64′ Хасин     | Стадион: «Динамо» Зрителей: 30 000 Судья: П.Белов (Ленинград) |
| «Динамо» Москва: Яшин - Родионов, Крыжевский , Б.Кузнецов - Соколов, Савдунин - Шабров, Федосов, Мамедов, Ильин, Рыжкин «Спартак» Минск: Хомич - Вл.Голубев, Селицкий, Малявкин - Абрамович, Н.Макаров - Мозер, В.Артемов, А.Егоров, Голощапов, Хасин |                 |         |                 |                                                               |

| 2 мая Ч 4 (370) | «Динамо» Москва                   | 2:1     | «Динамо» Киев | Москва                                                        |
| | - Савдунин 21′ (пен.) - Ильин 60′ | (отчёт) | - 52′ Коман   | Стадион: «Динамо» Зрителей: 70 000 Судья: П.Белов (Ленинград) |
| «Динамо» Москва: Яшин - Родионов, Крыжевский , Б.Кузнецов - Байков, Савдунин - Шабров, Федосов, Мамедов, Ильин, Рыжкин «Динамо» Киев: О.Макаров - Ар.Ларионов, Вит.Голубев, Т.Попович - Юст, Михалина - В.Терентьев, Богданович, Зазроев , Коман, Вик.Фомин |                                   |         |               |                                                               |

| 8 мая Ч 5 (371) | «Динамо» Москва       | 1:0     | «Зенит» Ленинград | Ленинград                                                       |
| | - Савдунин 76′ (пен.) | (отчёт) |                   | Стадион: им.Кирова Зрителей: 70 000 Судья: П.Давыдов (Куйбышев) |
| «Динамо» Москва: Яшин - Родионов, Крыжевский , Б.Кузнецов - Байков, Савдунин - Шабров, Федосов, Мамедов, Ильин, Рыжкин «Зенит» Ленинград: Л.Иванов - Гартвиг, Самарин , С.Северов - Войнов, Кравец - Худояш, В.Виноградов, Г.Бондаренко, А.Денисов, А.Иванов |                       |         |                   |                                                                 |

| 15 мая Ч 6 (372) | «Динамо» Москва | 1:1     | ЦДСА         | Москва                                                        |
| | - Володин 59′   | (отчёт) | - 77′ Ванзел | Стадион: «Динамо» Зрителей: 70 000 Судья: Н.Хлопотин (Москва) |
| «Динамо» Москва: Яшин - Родионов, Крыжевский , Б.Кузнецов - Байков, Савдунин - Володин, Федосов, Мамедов, Ильин, Рыжкин ЦДСА: Разинский - Порхунов, Башашкин , Перевалов - Вик.Фомин, А.Петров - Агапов, Ванзел, Вик.Федоров, Емышев, Ю.Беляев |                 |         |              |                                                               |

| 22 мая Ч 7 (373) | «Динамо» Москва | 1:0     | «Динамо» Тбилиси | Москва                                                     |
| | - Федосов 73′   | (отчёт) |                  | Стадион: «Динамо» Зрителей: 70 000 Судья: Н.Балакин (Киев) |
| «Динамо» Москва: Яшин - Родионов, Крыжевский , Б.Кузнецов - Байков, Савдунин - Володин, Федосов, Мамедов, Рыжкин, Шабров «Динамо» Тбилиси: Маргания (2' Пираев) - Элошвили, Дзяпшпа, Сарджвеладзе - Хочолава, Н.Гагнидзе - Котрикадзе, Вардимиади, Яманидзе, Гогоберидзе , Хасая |                 |         |                  |                                                            |

| 2 июн Ч 8 (374) | «Динамо» Москва                       | 3:0     | «Трудовые резервы» Ленинград | Москва                                                       |
| | - Шабров 5′ - Ильин 68′ - Мамедов 86′ | (отчёт) |                              | Стадион: «Динамо» Зрителей: 20 000 Судья: Н.Думин (Куйбышев) |
| «Динамо» Москва: Яшин - Родионов, Крыжевский, Б.Кузнецов - Байков, Савдунин - Шабров, Федосов, Мамедов, Ильин, Рыжкин «Трудовые резервы» Ленинград: Пестов - Нелезин, Варнаков, Демидов - Горохов, Завидонов - Н.Иванов, Колобов, Вл.Соловьев, Тенягин , Цветков |                                       |         |                              |                                                              |

| 9 июн Ч 9 (375) | «Динамо» Москва | 1:1     | «Торпедо» Москва | Москва                                                      |
| | - Володин 84′   | (отчёт) | - 51′ Вал.Иванов | Стадион: «Динамо» Зрителей: 70 000 Судья: С.Алимов (Москва) |
| «Динамо» Москва: Яшин - Родионов, Крыжевский , Б.Кузнецов - Байков, Савдунин - Володин, В.Ильин, Мамедов, Рыжкин, Шабров «Торпедо» Москва: Денисенко - Л.Тарасов, Хренов , Архипов - Марьенко, Моргунов - А.А.Ильин, Вал.Иванов, Стрельцов, Анисимов, Золотов |                 |         |                  |                                                             |

| 13 июн Ч 10 (376) | «Динамо» Москва                                             | 6:0     | «Шахтер» Сталино | Москва                                                              |
| | - Мамедов 9′ 51′ - Рыжкин 17′ - Ильин 25′ 63′ - Федосов 79′ | (отчёт) |                  | Стадион: «Динамо» Зрителей: 30 000 Судья: В.Солдатенков (Ленинград) |
| «Динамо» Москва: Яшин - Родионов, Крыжевский , Б.Кузнецов - Байков, Савдунин - Шабров, Федосов, Мамедов, Ильин, Рыжкин «Шахтер» Сталино: Вик.Г.Чанов - Н.Дегтярев, Кривенко, В.Морозов - Алпатов, Думанский - Сапронов, Бровкин, Бобошко, Самойлов, Пономаренко |                                                             |         |                  |                                                                     |

| 18 июн Ч 11 (377) | «Динамо» Москва | 1:4     | «Спартак» Москва                               | Москва                                                        |
| | - В.Ильин 45′   | (отчёт) | - 27′ Паршин - 43′ Татушин - 55′ 62′ А.М.Ильин | Стадион: «Динамо» Зрителей: 70 000 Судья: Н.Хлопотин (Москва) |
| «Динамо» Москва: Яшин - Родионов, Крыжевский , Б.Кузнецов - Байков, Савдунин - Шабров, Федосов, Мамедов, В.Ильин, Рыжкин «Спартак» Москва: Микулец - Огоньков, Масленкин, Седов - Парамонов, Нетто - Татушин, Исаев, Паршин, Сальников, А.М.Ильин |                 |         |                                                |                                                               |

| 1 июл Ч 12 (378) | «Динамо» Москва             | 2:1     | «Локомотив» Москва | Москва                                                         |
| | - Голодец 29′ - В.Ильин 38′ | (отчёт) | - 6′ Разумовский   | Стадион: «Сталинец» Зрителей: 10 000 Судья: Н.Латышев (Москва) |
| «Динамо» Москва: Яшин - Родионов, Крыжевский , Б.Кузнецов - Байков, Савдунин - Шабров, Федосов, Голодец, Ильин, Рыжкин «Локомотив» Москва: Кублицкий (18' Грачев) - Рогов , Климачев, Крушенок - В.Артемьев, Лядин - Разумовский, Бубукин, Ю.Коротков, Ю.Ковалев, Филяев |                             |         |                    |                                                                |

| 11 июл Ч 13 (379) | «Динамо» Москва | 1:0     | «Трудовые резервы» Ленинград | Ленинград                                                   |
| | - Федосов 12′   | (отчёт) |                              | Стадион: им.Кирова Зрителей: 30 000 Судья: Н.Балакин (Киев) |
| «Динамо» Москва: Яшин - Родионов, Крыжевский , Б.Кузнецов - Байков, Царев - Шабров, Федосов, Ю.Кузнецов, Савдунин, Рыжкин «Трудовые резервы» Ленинград: Пестов - Нелезин, Литвинов, Демидов - Горохов, Богомолов - Гаврилин, Колобов, Ефимов, Тенягин , Цветков |                 |         |                              |                                                             |

| 15 июл Ч 14 (380) | «Динамо» Москва               | 2:0     | «Крылья Советов» Куйбышев | Москва                                                   |
| | - Федосов 6′ - Ю.Кузнецов 89′ | (отчёт) |                           | Стадион: «Динамо» Зрителей: 15 000 Судья: Э.Клавс (Рига) |
| «Динамо» Москва: Яшин - Родионов, Крыжевский , Б.Кузнецов - Байков, Царев - Шабров, Федосов, Ю.Кузнецов, Ильин, Рыжкин «Крылья Советов» Куйбышев: В.Корнилов - Кузин, И.Гаврилов, Ширяев - Карпов, Н.Поздняков - Гузик, Ворошилов , Водягин, Гулевский, Ф.Новиков |                               |         |                           |                                                          |

| 21 июл Ч 15 (381) | «Динамо» Москва            | 2:0     | «Торпедо» Москва | Москва                                                               |
| | - Соколов 35′ - Рыжкин 49′ | (отчёт) |                  | Стадион: «Динамо» Зрителей: 60 000 Судья: Н.Шевцов (Московская обл.) |
| «Динамо» Москва: Яшин - Родионов, Крыжевский , Б.Кузнецов - Соколов, Царев - Шабров, Федосов, Ю.Кузнецов, В.Ильин, Рыжкин «Торпедо» Москва: Денисенко - Л.Тарасов, Хренов , Архипов - Сенюков, Марьенко - А.А.Ильин, Вал.Иванов, Стрельцов, Анисимов, Арбутов |                            |         |                  |                                                                      |

| 28 июл Ч 16 (382) | «Динамо» Москва                               | 4:1     | «Динамо» Киев | Киев                                                            |
| | - Ю.Кузнецов 58′ - Ильин 59′ 77′ - Рыжкин 88′ | (отчёт) | - 28′ Коман   | Стадион: им.Хрущева Зрителей: 60 000 Судья: П.Белов (Ленинград) |
| «Динамо» Москва: Яшин - Родионов, Крыжевский , Б.Кузнецов - Соколов, Царев - Шабров, Федосов, Ю.Кузнецов, Ильин, Рыжкин «Динамо» Киев: О.Макаров - Ар.Ларионов, Вит.Голубев, Т.Попович - Юст, Михалина - Грамматикопуло, В.Терентьев, Зазроев , Коман, Вик.Фомин |                                               |         |               |                                                                 |

| 2 авг Ч 17 (383) | «Динамо» Москва                                                      | 6:2     | «Динамо» Тбилиси            | Тбилиси                                                    |
| | - Ильин 37′ 88′ (пен.) - Шабров 44′ - Ю.Кузнецов 78′ 86′ - Царев 82′ | (отчёт) | - 58′ Гагнидзе - 68′ Калоев | Стадион: «Динамо» Зрителей: 30 000 Судья: Н.Балакин (Киев) |
| «Динамо» Москва: Яшин - Родионов, Крыжевский , Б.Кузнецов - Соколов, Царев - Шабров, Федосов, Ю.Кузнецов, Ильин, Рыжкин «Динамо» Тбилиси: Маргания - Элошвили, Гоглидзе, Русадзе - Даварашвили, Вардимиади - К.Гагнидзе, Яманидзе, Калоев, Гогоберидзе , Чичуа |                                                                      |         |                             |                                                            |

| 6 авг Ч 18 (384) | «Динамо» Москва | 0:0     | «Спартак» Минск | Москва                                                          |
| |                 | (отчёт) |                 | Стадион: «Динамо» Зрителей: 20 000 Судья: В.Рамишвили (Тбилиси) |
| «Динамо» Москва: Яшин - Родионов, Крыжевский , Б.Кузнецов - Соколов, Царев - Шабров, Федосов, Ю.Кузнецов, Ильин, Шаповалов «Спартак» Минск: Хомич - Селицкий, Мимрик , Малявкин - Абрамович, Грицук - Фаламеев, Бачурин, Мозер, Голощапов, Булыгин |                 |         |                 |                                                                 |

| 24 авг Ч 19 (385) | «Динамо» Москва | 0:1     | «Зенит» Ленинград | Москва                                                       |
| |                 | (отчёт) | - 55′ Кравец      | Стадион: «Динамо» Зрителей: 20 000 Судья: Н.Думин (Куйбышев) |
| «Динамо» Москва: Яшин - Родионов, Крыжевский , Б.Кузнецов 56' - Байков, Царев - Шабров, Ю.Кузнецов, Мамедов, Ильин, Рыжкин · «Зенит» Ленинград: Л.Иванов - Гартвиг, Самарин , С.Северов - Войнов, Родин - Худояш, Царицын, Кравец, Г.Бондаренко, А.Денисов 61' |                 |         |                   |                                                              |

| 28 авг Ч 20 (386) | «Динамо» Москва                                                   | 4:0     | ЦДСА | Москва                                                       |
| | - Федосов 15′ - Ю.Кузнецов 35′ - Соколов 39′ (пен.) - Мамедов 78′ | (отчёт) |      | Стадион: «Динамо» Зрителей: 70 000 Судья: В.Архипов (Москва) |
| «Динамо» Москва: Яшин - Родионов, Крыжевский , Юрченко - Соколов, Царев - Шабров, Федосов, Мамедов, Ю.Кузнецов, Рыжкин ЦДСА: Разинский - Порхунов, Башашкин , Перевалов - Беца, Бельков - Агапов, Ванзел, Вик.Федоров, Емышев, Ю.Беляев |                                                                   |         |      |                                                              |

| 2 окт Ч 21 (387) | «Динамо» Москва | 1:2     | «Спартак» Москва           | Москва                                                        |
| | - Рыжкин 38′    | (отчёт) | - 25′ 71′ (пен.) Сальников | Стадион: «Динамо» Зрителей: 70 000 Судья: Н.Хлопотин (Москва) |
| «Динамо» Москва: Яшин - Родионов, Крыжевский , Б.Кузнецов - А.Соколов, Царев - Шабров, Федосов, Мамедов, Ю.Кузнецов, Рыжкин «Спартак» Москва: Микулец - Огоньков, Масленкин, Ю.Соколов - Парамонов, Нетто - Татушин, Исаев, Паршин, Сальников, А.М.Ильин |                 |         |                            |                                                               |

| 27 окт Ч 22 (388) | «Динамо» Москва                            | 3:0     | «Шахтер» Сталино | Сталино                                                  |
| | - Соколов 10′ - Ю.Кузнецов 60′ - Ильин 83′ | (отчёт) |                  | Стадион: «Шахтер» Зрителей: 30 000 Судья: Э.Клавс (Рига) |
| «Динамо» Москва: Яшин - Родионов, Крыжевский , Б.Кузнецов - Соколов, Царев - Шабров, Г.Федосов, Ю.Кузнецов, Ильин, Рыжкин «Шахтер» Сталино: Гарбузников - Шумилин, Кривенко, В.Морозов - Алпатов, Думанский - Бобошко, И.Федосов, Пономаренко, Самойлов, Сапронов |                                            |         |                  |                                                          |

#### Итоговая таблица
| М | Команда            | И  | В  | Н | П | Мячи    | ±   | О  |
| - | ------------------ | -- | -- | - | - | ------- | --- | -- |
|   | «Динамо» Москва    | 22 | 15 | 4 | 3 | 52 − 16 | +36 | 34 |
|   | «Спартак» Москва   | 22 | 15 | 3 | 4 | 55 − 27 | +28 | 33 |
|   | ЦДСА               | 22 | 12 | 7 | 3 | 35 − 20 | +15 | 31 |
| 4 | «Торпедо» Москва   | 22 | 10 | 8 | 4 | 39 − 32 | +7  | 28 |
| 5 | «Локомотив» Москва | 22 | 9  | 7 | 6 | 32 − 27 | +5  | 25 |

И — игры, В — выигрыши, Н — ничьи, П — проигрыши, Мячи — забитые и пропущенные голы, ± — разница голов, О — очки

#### Движение по турам
Вследствие переносов команды могли провести на конкретную дату различное число игр. В указанной таблице приведено место команды после каждого проведенного тура в соответствии с фактически набранным количеством очков.
| Игра  | 1 | 2 | 3 | 4 | 5 | 6 | 7 | 8 | 9 | 10 | 11 | 12 | 13 | 14 | 15 | 16 | 17 | 18 | 19 | 20 | 21 | 22 |
| ----- | - | - | - | - | - | - | - | - | - | -- | -- | -- | -- | -- | -- | -- | -- | -- | -- | -- | -- | -- |
| Место | 1 | 1 | 1 | 1 | 1 | 1 | 1 | 1 | 1 | 1  | 1  | 1  | 1  | 1  | 1  | 1  | 1  | 1  | 1  | 1  | 2  | 1  |

### Кубок
Число участников — 67 (финальный турнир). Система розыгрыша — «олимпийская». Победитель — ЦДСА.
Команда «Динамо» Москва вышла в финал.
| 25 мая К 1 (43) 1/8 финала | «Динамо» Москва   | 2:0     | «Трудовые резервы» Ленинград | Москва                                                     |
| | - Володин 27′ 62′ | (отчёт) |                              | Стадион: «Динамо» Зрителей: 7000 Судья: Ю.Григорьев (Баку) |
| «Динамо» Москва: Яшин - Родионов, Крыжевский , Б.Кузнецов - Байков, Савдунин - Шабров, Федосов, Мамедов, Володин, Рыжкин «Трудовые резервы» Ленинград: Фарыкин - Нелезин, Варнаков, Зонин - Горохов, Завидонов - М.Иванов, Колобов, Вл.Соловьев, Тенягин , Цветков |                   |         |                              |                                                            |

| 8 окт К 2 (44) 1/4 финала | «Динамо» Москва              | 2:0     | «Спартак» Вильнюс | Москва                                                   |
| | - Ю.Кузнецов 29′ - Ильин 40′ | (отчёт) |                   | Стадион: «Динамо» Зрителей: 20 000 Судья: Э.Клавс (Рига) |
| «Динамо» Москва: Яшин - Родионов, Крыжевский , Юрченко - Байков, Савдунин - Шабров, Федосов, Ю.Кузнецов, Ильин, Рыжкин «Спартак» Вильнюс: Стельмокас - П.Люткявичус, Куликаускас, Мацулис - Мадейкис, Бейноравичус - Кроцас, Даукша, Саунорис , Ганусаускас, Р.Люткявичус |                              |         |                   |                                                          |

| 12 окт К 3 (45) 1/2 финала | «Динамо» Москва                   | 4:1     | «Спартак» Москва | Москва                                                       |
| | - Шабров 7′ 34′ - Федосов 11′ 40′ | (отчёт) | - 46′ Исаев      | Стадион: «Динамо» Зрителей: 70 000 Судья: Н.Латышев (Москва) |
| «Динамо» Москва: Яшин - Родионов, Крыжевский , Юрченко - Байков, Царев - Шабров, Федосов, Голодец, В.Ильин, Рыжкин «Спартак» Москва: Микулец (46' Тучкус) - Огоньков, Масленкин, Седов - Парамонов, Нетто - Татушин, Исаев, Паршин, Сальников, А.М.Ильин |                                   |         |                  |                                                              |

| 16 окт К 4 (46) Финал | «Динамо» Москва | 1:2     | ЦДСА                    | Москва                                                       |
| | - Рыжкин 13′    | (отчёт) | - 10′ 31′ (пен.) Агапов | Стадион: «Динамо» Зрителей: 60 000 Судья: Н.Латышев (Москва) |
| «Динамо» Москва: Яшин 45' Байков (с 46') - Родионов, Крыжевский , Юрченко - Байков, Соколов - Шабров, В.Ильин, Ю.Кузнецов, Федосов, Рыжкин · ЦДСА: Разинский - Порхунов, А.Гришин, Перевалов - Беца, А.Петров - Агапов, Рыжков, Вик.Федоров, Емышев, Ю.Беляев |                 |         |                         |                                                              |

## Неофициальные матчи

### Международные матчи
| 7 июл ММ 1 (42) | «Динамо» Москва                  | 2:4     | «Милан»                                                   | Москва                                             |
| | - Ильин 3′ - Савдунин 65′ (пен.) | (отчёт) | - 33′ 70′ (пен.) Й.Сёренсен - 43′ Риканьи - 56′ Г.Нордаль | Стадион: «Динамо» Зрителей: 60 000 Судья: Ф.Грилль |
| «Динамо» Москва: Яшин - Родионов, Крыжевский , Б.Кузнецов - Байков, Савдунин - Шабров, Ю.Кузнецов, Гогоберидзе, Ильин, Рыжкин »: Л.Буффон - Ч.Мальдини, Педрони, Берральдо - Лидхольм, Бергамаски - Й.Сёренсен, Риканьи (60' Загатти), Г.Нордаль , Викариотто, Фриньяни |                                  |         |                                                           |                                                    |

| 12 авг ММ 2 (43) | «Динамо» Москва                    | 3:2     | «Вулверхэмптон Уондерерс» | Москва                                                |
| | - Федосов 14′ - Ю.Кузнецов 37′ 38′ | (отчёт) | - 49′ 59′ Уилшоу          | Стадион: «Динамо» Зрителей: 55 000 Судья: В.Орландини |
| «Динамо» Москва: Яшин - Родионов, Крыжевский , Б.Кузнецов - Царев, Соколов - Шабров, Федосов, Ю.Кузнецов, Ильин, Рыжкин »: Б.Уильямс - Э.Стюарт, Шортхауз, Слейтер - Б.Райт , Флауэрс - Т.МкДональд (46' Маллен), Бродбент, Суинбёрн, Уилшоу, Л.Смит |                                    |         |                           |                                                       |

| 4 сен ММ 3 (44) | «Динамо» Москва           | 4:1     | «Милан»         | Милан                                                 |
| | - Мамедов 48′ 61′ 63′ 70′ | (отчёт) | - 25′ Г.Нордаль | Стадион: «Сан-Сиро» Зрителей: 100 000 Судья: Ф.Грилль |
| «Динамо» Москва: Яшин - Родионов, Крыжевский , Б.Кузнецов - Царев, Соколов - Шабров, Федосов, Мамедов, Ю.Кузнецов, Рыжкин »: Л.Буффон - Ч.Мальдини, Педрони, Берральдо - Лидхольм, Бергамаски - А.Мариани (65' Ганзер), Даль Монте, Г.Нордаль , Скьяффино, Фриньяни (60' Викариотто) |                           |         |                 |                                                       |

| 8 сен ММ 4 (45) | «Динамо» Москва | 0:1     | «Фиорентина»                         | Флоренция                                                   |
| |                 | (отчёт) | - 34′ Вирджили - 90' (пен.) Монтуори | Стадион: «Джованни Берта» Зрителей: 60 000 Судья: Расмуссен |
| «Динамо» Москва: Яшин - Родионов, Крыжевский , Б.Кузнецов - Соколов, Царев - Шабров, Федосов (60' Ильин), Мамедов (75' Савдунин), Ю.Кузнецов, Рыжкин »: Сарти - Маньини, Червато, Кьяпелла - Розетта, Сегато - Жулиньо, Мацца (46' Орзан), Вирджили, Монтуори, Граттон |                 |         |                                      |                                                             |

| 9 ноя ММ 5 (46) | «Динамо» Москва | 1:2     | «Вулверхэмптон Уондерерс»  | Вулвергемптон                                      |
| | - Ильин 62′     | (отчёт) | - 18′ Слейтер - 49′ Маллен | Стадион: «Молинью» Зрителей: 60 000 Судья: А.Эллис |
| «Динамо» Москва: Яшин - Родионов, Крыжевский , Б.Кузнецов - Байков, Соколов - Шабров, Федосов, Ю.Кузнецов, Ильин, Рыжкин »: Б.Уильямс - Э.Стюарт, Шортхауз, Слейтер - Б.Райт (К), Клемп - Хенкокс, Бродбент, Дж.Мюррей, Уилшоу, Маллен |                 |         |                            |                                                    |

| 14 ноя ММ 6 (47) | «Динамо» Москва | 1:0     | «Сандерленд» | Сандерленд                                                 |
| | - Ильин 86′     | (отчёт) |              | Стадион: «Рокер парк» Зрителей: 55 000 Судья: Б.М.Гриффитс |
| «Динамо» Москва: Яшин - Родионов, Крыжевский , Б.Кузнецов - Байков, Царев - Шабров, Федосов, Ю.Кузнецов (79' Мамедов), Ильин, Рыжкин »: Фрэзер - Хэдли, Дэниэл, Джо МкДональд - С.Андерсон, Айткен - Бингхем, Ч.Флеминг, Падэн, Чизэм, Шэклтон |                 |         |              |                                                            |

| 20 ноя ММ 7 (48) | «Динамо» Москва                                            | 6:0     | Люксембург | Люксембург                                           |
| | - Федосов 6′ 48′ - Рыжкин 32′ 47′ - Ильин 34′ - Байков 55′ | (отчёт) |            | Стадион: городской Зрителей: 14 000 Судья: К.Лескарт |
| «Динамо» Москва: Яшин (60' Беляев) - Юрченко (46' Родионов), Крыжевский , Б.Кузнецов - Байков, Царев (58' Савдунин) - Шабров, Федосов, Голодец, Ильин, Рыжкин Люксембург: Н.Шмидт - Паскуччи, Ленттал, Монд - Калдарелли, Г.Шмидт - Н.Мюллер, Контер II (Мертль), Летш, Ян, Шаак |                                                            |         |            |                                                      |

### Контрольные и товарищеские матчи
| 17 фев ТМ 1 | «Динамо» Москва | 3:1     | «Динамо» Киев | Сочи |
|             |                 | (отчёт) |               |      |

| 21 фев ТМ 2 | «Динамо» Москва | 2:1     | «Динамо» Киев | Леселидзе |
|             |                 | (отчёт) |               |           |

| 20 мар ТМ 3 | «Динамо» Москва    | 1:2     | «Динамо» Тбилиси                     | Леселидзе                                        |
| | - Ильин 60′ (пен.) | (отчёт) | - 68′ Гогоберидзе - 77′ А.Котрикадзе | Стадион: санаторий «Спорт» Судья: Э.Клавс (Рига) |
| «Динамо» Тбилиси: Маргания - Элошвили, Дзяпшпа, Хочолава - Махарадзе, Даварашвили - А.Котрикадзе, К.Гагнидзе, Калоев, Гогоберидзе, Яманидзе |                    |         |                                      |                                                  |

## Статистика сезона

### Игроки и матчи
| Игрок                                   | Чемпионат       | Чемпионат | Кубок           | Кубок   | Итого           | Итого   | Международные матчи | Международные матчи | ТМ              | ТМ      | Всего Чемпионат | Всего Чемпионат | Всего Кубок     | Всего Кубок | Всего           | Всего   | Всего Международные матчи | Всего Международные матчи |
| Игрок                                   | Вышел на замену | Гол       | Вышел на замену | Гол     | Вышел на замену | Гол     | Вышел на замену     | Гол                 | Вышел на замену | Гол     | Вышел на замену | Гол             | Вышел на замену | Гол         | Вышел на замену | Гол     | Вышел на замену           | Гол                       |
| Вратари                                 | Вратари         | Вратари   | Вратари         | Вратари | Вратари         | Вратари | Вратари             | Вратари             | Вратари         | Вратари | Вратари         | Вратари         | Вратари         | Вратари     | Вратари         | Вратари | Вратари                   | Вратари                   |
| --------------------------------------- | --------------- | --------- | --------------- | ------- | --------------- | ------- | ------------------- | ------------------- | --------------- | ------- | --------------- | --------------- | --------------- | ----------- | --------------- | ------- | ------------------------- | ------------------------- |
| Лев Яшин                                | 22              | (-16)     | 4               | (-3)    | 26              | (-19)   | 7                   | (-10)               |                 |         | 61              | (-52)           | 10              | (-8)        | 71              | (-60)   | 30                        | (-28)                     |
| Владимир Беляев                         |                 |           |                 |         |                 |         | 1                   | (-0)                |                 |         |                 |                 | 1               | (-0)        | 1               | (-0)    | 1                         | (-0)                      |
| Защитники                               |                 |           |                 |         |                 |         |                     |                     |                 |         |                 |                 |                 |             |                 |         |                           |                           |
| Анатолий Родионов                       | 22              |           | 4               |         | 26              |         | 7                   |                     |                 |         | 56              |                 | 10              |             | 66              |         | 29                        |                           |
| Константин Крыжевский (25)              | 22              |           | 4               |         | 26              |         | 7                   |                     |                 |         | 55              |                 | 9               |             | 64              |         | 29                        | 1                         |
| Борис Кузнецов                          | 21              |           | 1               |         | 22              |         | 7                   |                     |                 |         | 56              |                 | 7               |             | 63              |         | 30                        |                           |
| Андрей Юрченко                          | 1               |           | 3               |         | 4               |         | 1                   |                     |                 |         | 4               |                 | 3               |             | 7               |         | 1                         |                           |
| Полузащитники                           |                 |           |                 |         |                 |         |                     |                     |                 |         |                 |                 |                 |             |                 |         |                           |                           |
| Евгений Байков                          | 14              |           | 4               |         | 18              |         | 4                   | 1                   |                 |         | 71              | 6               | 12              |             | 83              | 6       | 26                        | 5                         |
| Владимир Савдунин                       | 13              | 2         | 2               |         | 15              | 2       | 3                   | 1                   |                 |         | 187             | 63              | 28              | 7           | 215             | 70      | 33                        | 4                         |
| Виктор Царёв                            | 10              | 1         | 1               |         | 11              | 1       | 5                   |                     |                 |         | 10              | 1               | 1               |             | 11              | 1       | 7                         |                           |
| Александр Соколов                       | 8               | 3         | 1               |         | 9               | 3       | 4                   |                     |                 |         | 74              | 6               | 8               | 1           | 82              | 7       | 7                         |                           |
| Нападающие                              |                 |           |                 |         |                 |         |                     |                     |                 |         |                 |                 |                 |             |                 |         |                           |                           |
| Владимир Шабров                         | 20              | 2         | 4               | 2       | 24              | 4       | 7                   |                     |                 |         | 56              | 8               | 12              | 5           | 68              | 13      | 25                        | 3                         |
| Генрих Федосов                          | 20              | 9         | 4               | 2       | 24              | 11      | 6                   | 3                   |                 |         | 25              | 11              | 5               | 2           | 30              | 13      | 6                         | 3                         |
| Алекпер Мамедов                         | 14              | 8         | 1               |         | 15              | 8       | 3                   | 4                   |                 |         | 29              | 13              | 1               |             | 30              | 13      | 14                        | 9                         |
| Владимир Ильин                          | 18              | 12        | 3               | 1       | 21              | 13      | 6                   | 4                   | 1               | 1       | 135             | 57              | 18              | 6           | 153             | 63      | 28                        | 13                        |
| Владимир Рыжкин (1)                     | 21              | 4         | 4               | 1       | 25              | 5       | 7                   | 2                   |                 |         | 46              | 10              | 10              | 1           | 56              | 11      | 30                        | 10                        |
| Юрий Кузнецов                           | 10              | 6         | 2               | 1       | 12              | 7       | 6                   | 2                   |                 |         | 10              | 6               | 2               | 1           | 12              | 7       | 6                         | 2                         |
| Юрий Володин                            | 4               | 3         | 1               | 2       | 5               | 5       |                     |                     |                 |         | 4               | 3               | 1               | 2           | 5               | 5       |                           |                           |
| Адамас Голодец                          | 1               | 1         | 1               |         | 2               | 1       | 1                   |                     |                 |         | 1               | 1               | 1               |             | 2               | 1       | 1                         |                           |
| Дмитрий Шаповалов                       | 1               |           |                 |         | 1               |         |                     |                     |                 |         | 1               |                 |                 |             | 1               |         |                           |                           |
| Игроки, приглашенные из других клубов   |                 |           |                 |         |                 |         |                     |                     |                 |         |                 |                 |                 |             |                 |         |                           |                           |
| Автандил Гогоберидзе («Динамо» Тбилиси) |                 |           |                 |         |                 |         | 1                   |                     |                 |         |                 |                 |                 |             |                 |         | 4                         | 1                         |

### Личные и командные достижения
Динамовцы в списке 33 лучших футболистов
| Турнир            | Игрок                                               | Вышел на замену | Игрок             | Гол |
| ----------------- | --------------------------------------------------- | --------------- | ----------------- | --- |
| Сезоны в клубе    | Сергей Ильин, Михаил Семичастный & Василий Трофимов | 15              |                   |     |
| Официальные матчи | Всеволод Блинков                                    | 297             | Сергей Соловьев   | 223 |
| Чемпионат         | Василий Трофимов                                    | 216             | Сергей Соловьев   | 134 |
| Кубок             | Константин Бесков & Владимир Савдунин               | 28              | Константин Бесков | 20  |

Достижения в сезоне

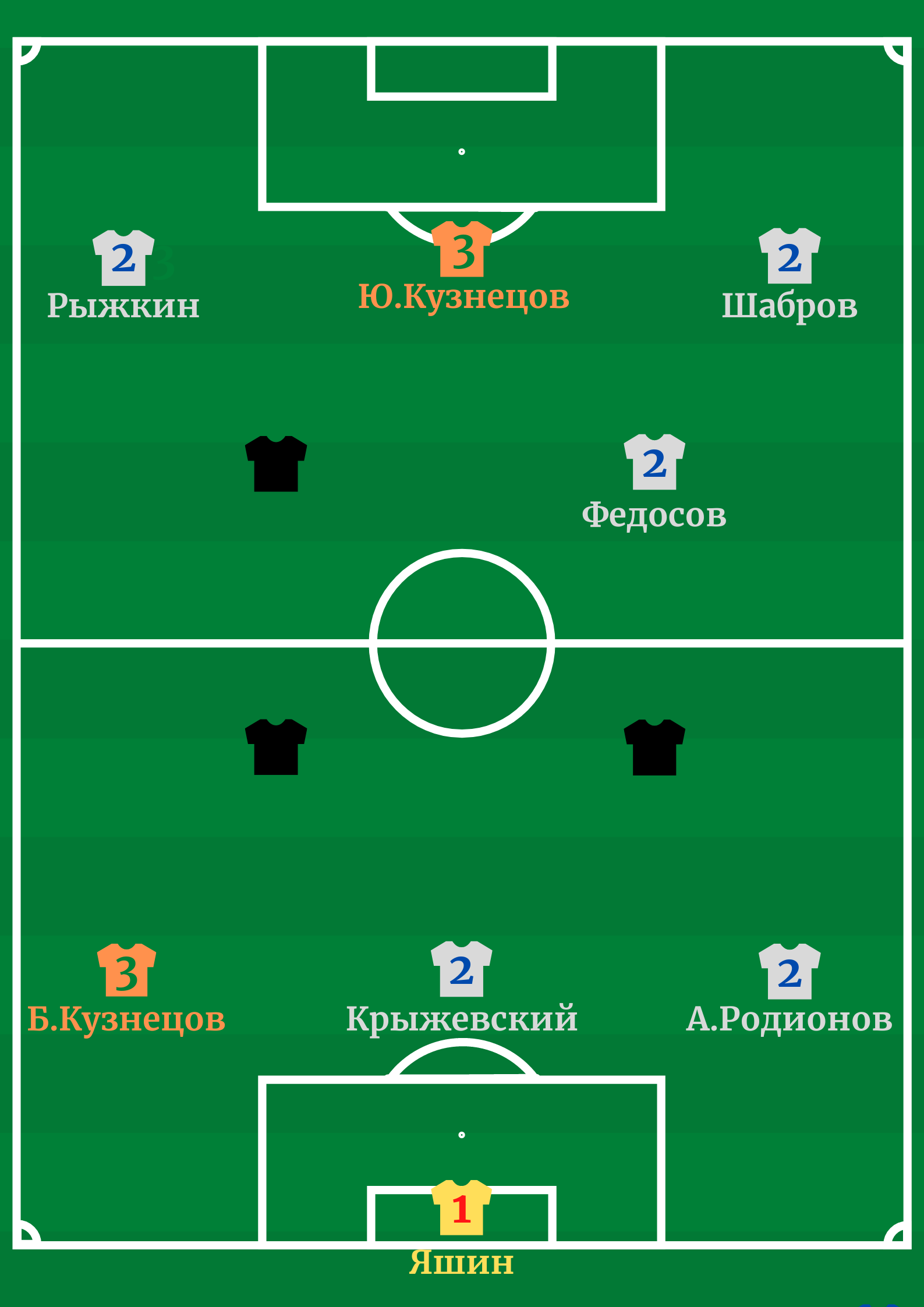

- Владимир Савдунин сыграл в 11-м сезоне за «Динамо»
- Владимир Ильин сыграл в 10-м сезоне
- «Хет-трик» в сезоне — Алекпер Мамедов (два «покера» — в чемпионате и в международном матче), Генрих Федосов (в чемпионате).

## Комментарии
1. ↑  По другим данным[4], этот гол был забит Г.Федосовым, добившим на линии ворот мяч, катящийся туда после удара А.Мамедова.
2. ↑  По данным газеты «Советский спорт»[5], автором этого гола является Ю.Кузнецов.